# Surprise, Arizona
Surprise je grad u američkoj saveznoj državi Arizona. Prema popisu stanovništva iz 2010. u njemu je živjelo 117,517 stanovnika.